# グラン・グイニージ
グラン・グイニージ（Gran Guinigi）は、最も優れた漫画作品に対して授与されるイタリアの賞で、専門的な審査員によって選考される。1967年からルッカコミックス&ゲームズのイベントの一環として毎年行われており、グイニージの塔を名前の由来としている。

## 受賞作品
日本の漫画家の作品では、これまでに谷口ジロー、浦沢直樹、松本大洋、松本零士、吾妻ひでおの作品が受賞している